# Баухаус (група)
„Баухаус“ (Bauhaus) е английска готик рок група, сформирана в Нортамптън през 1978 г.
Състои се от Питър Мърфи (вокали, спорадично различни инструменти), Дейниъл Аш (китара), Кевин Хаскинс (барабани) и Дейвид Джей (бас-китара). Оригиналното название на групата е „Баухаус 1919“ – в чест на столетието от основаването на германската архитектурна школа Баухаус. След по-малко от година числото е изпуснато. Бидейки мрачна и неприветлива като звучене и имидж група, „Баухаус“ е принципно смятана за първата готик рок група.
Първото разпадане на Баухаус се случва през 1983 година. Питър Мърфи предприема солова кариера, а Аш и Хаскинс продължават с „Тоунс Он Тейл“. По-късно отново се обединяват с Дейвид Джей и образуват „Лов Енд Рокетс“. Групите се радват на по-широк комерсиален успех в Съединените щати, отколкото „Баухаус“, но изчезват от музикалните класации в родината си.
Групата „Баухаус“ се обединява за турне през 1998 и отново чак през 2005 – 2008 г.